# حركة رجال الكرامة
حركة رجال الكرامة هي حركة اجتماعية مسلحة تنشط في محافظة السويداء جنوب سوريا تأسست عام 2013 على يد الشيخ أبو فهد وحيد البلعوس؛ السبب الرئيسي لتأسيس الحركة هو معارضة تجنيد الشبان الدروز ورفض مشاركتهم في الحرب السوريّة قبل أن يتوسع نشاط الحركة وتتعدد تشكيلاتها العسكرية المُنتشرة في السويداء.
بعد اغتيال الشيخ وحيد البلعوس عام 2015 ترأس الحركة الشيخ رأفت البلعوس بفترةٍ عانت فيها الحركة من ضمورٍ في نشاطها قبل أن يُعْلن رسمياً عن تخلي رأفت البلعوس عن زعامة الحركة بسبب ظروفه الصحية ليتولى بعده القيادة الشيخ أبو حسن يحيى الحجار في 6 شباط 2017 ولازال زعيماً للحركة حتّى الآن.
في خضم الثورة السورية، برزت حركة رجال الكرامة كأحد أبرز الفصائل التي ساهمت في تحقيق التغيير في محافظة السويداء، جنوب سوريا. كانت هذه الحركة تجسيدًا للإرادة الشعبية، فرضت من خلاله ضغطًا هائلًا على نظام الرئيس السوري بشار الأسد في الجنوب السوري.
وفي السابع من ديسمبر عام 2024، نفذت الحركة هجومًا محكمًا على الثكنات العسكرية المتبقية في المحافظة، دارت اشتباكات عنيفة خلال هذا الهجوم الذي أسفر عن إخراج قوات النظام بالقوة. وفي نفس اليوم، شنت الحركة هجومًا آخر على مطار خلخة العسكري، حيث تصاعدت حدة الاشتباكات بين قوات النظام وعناصر رجال الكرامة.

## التأسيس
تأسست الحركة على يد الشيخ وحيد البلعوس أحد أهم شيوخ الطائفة الدرزية في السويداء معتمدةً في مرجعيتها الدينية على الشيخ ركان الأطرش وهو المرجع الديني الأهم الأوسط حتّى وفاته
من أبرز أسباب تأسيس الحركة هو الحفاظ على حيادية الطائفة الدرزية دون الدخول في الحرب لحساب أحد الأطرف، وبذلك كانت أهم أهداف الحركة هي حماية الشبان الدروز من الإلتحاق بأحد أطراف الصراع السوري وقد رفع مؤسس الحركة حينها شعار «دم السوري على السوري حرام». إضافة لحماية الدروز من الاعتقالات والضغط لأجل الإفراج عن المعتقلين.